# Himmelblaue Augen
Himmelblaue Augen ist eine Spielfilmproduktion des Fernsehens der DDR aus dem Jahr 1990 die unter der Regie von Eberhard Schäfer durch das DEFA-Studio für Spielfilme (Potsdam-Babelsberg) entstand. Das Filmdrama, mit Hildegard Alex, Peter Bause und Karin Düwel in den Hauptrollen, entstand 1989 und hatte 1990 seine TV-Premiere im ersten Programm des DDR-Fernsehens.

## Handlung
Elisabeth ist über beide Ohren in den verheirateten Wolfgang Möhrke verliebt. Wolfgang würde seiner Inge mit den strahlend himmelblauen Augen niemals fremdgehen. Kurzerhand beschließt Elisabeth Inge unter einem Vorwand von ihrem Zuhause wegzulotsen, um einen Tag mit Wolfgang alleine zu verbringen. Elisabeth zieht sich so wie Inge an und trägt eine blonde Perücke. Wolfgang ist beeindruckt und es kommt zu innigen Berührungen. Als Inge wieder kommt, ist sie misstrauisch ihrem Mann gegenüber. Sie vernimmt einen fremden Duft in ihrem Ehebett. Als Wolfgang meint, dass sie doch miteinander geschlafen hätten, ist Inge außer sich vor Wut. Dass ihr eigener Ehemann nicht bemerkt haben will, mit wem er die letzte Nacht verbracht hat, setzt ihr schwer zu. Beide stellen unabhängig voneinander Elisabeth zur Rede, die alles vehement abstreitet.

## Hintergrund
Eberhard Schäfer, der zu den bekanntesten Regisseuren des Deutschen Fernsehfunks zählt, führte für diesen Fernsehfilm letztmals Regie.